# Titan (canção de Besa Kokëdhima)
"Zemrën n'dorë" é uma canção da cantora albanesa Besa Kokëdhima que irá representar a Albânia no Festival Eurovisão da Canção 2024, após vencer a final nacional Festivali i Këngës, sob o título em albanês "Zemrën n'dorë".
No entanto, no âmbito da sua participação no Festival Eurovisão da Canção 2024, a letra foi alterada para inglês, sob o título "Titan".

A canção atuou na 2ª semifinal, mas não foi apurada para a final.